# Begonia valdensium
Espèce
Synonymes
- Begonia valdensium var. angustior Irmsch.[1]

Begonia valdensium est une espèce de plantes de la famille des Begoniaceae. Ce bégonia arbustif est endémique du Brésil.

## Description
C'est une plante terrestre arbustive, qui pousse de préférence sur les surface rocheuses. Elle a un port dressé et mesure entre 1 m et 1,5 m de haut. Tiges et feuilles sont glabres. L'espèce est toutefois caractérisée par la présence d'un anneau trichome à l'extrémité du pétiole.

## Répartition géographique
Ce bégonia est originaire du Brésil.

## Classification
Begonia valdensium fait partie de la section Pritzelia du genre Begonia. Comme tous les bégonias, Begonia valdensium fait partie de la famille des Begoniaceae, dans l'ordre des Cucurbitales.
L'espèce a été publiée en 1859 par Alphonse Pyrame de Candolle (1806-1893). L'épithète spécifique « valdensium » est formée à partir de Valdense, du Canton de Vaud en Suisse.
Ce bégonia est décrit d'après les échantillons trouvés dans la région de São Paulo par ses élèves originaires de Suisse, Gustave Perdonnet (1822-1913) et Édouard Louis Chavannes (es) (1805-1861), mais la plante avait été découverte au Brésil par le botaniste Charles-Henri Godet (1797-1879), suisse également, sans qu'on sache la date ni son lieu de récolte. Notons qu'une communauté de l'Église évangélique vaudoise s'implante au Brésil vers la fin du XIXe siècle, notamment dans les états de Rio et São Paulo .
Publication originale : Annales des Sciences Naturelles; Botanique, série 4, 11: 138. 1859.

### Liste des variétés
En 2020, ces variétés ne sont généralement plus reconnues au sein de l'espèce.
Selon Tropicos (23 février 2017) (Attention liste brute contenant possiblement des synonymes) :
- variété Begonia valdensium var. angustior Irmsch.
- variété Begonia valdensium var. valdensium